# Restrict
restrict — ключове слово в мові програмування C, введене стандартом C99 і використовуване в оголошеннях вказівників.
```
char
 
*
 
restrict
 
p1
;

int
 
**
 
restrict
 
p2
;

float
 
*
 
restrict
 
p3
,
 
*
 
restrict
 
p4
;

```

Ключове слово restrict дозволяє програмісту повідомити компілятору, що оголошуваний вказівник адресує ділянку пам'яті, на яку не посилається ніякий інший вказівник. Гарантію того, що на ділянку пам'яті не будуть посилатися інші вказівники, дає програміст. При цьому оптимізувальний компілятор може генерувати ефективніший код (приклад див. нижче).
Використання ключового слова restrict при оголошенні інших об'єктів (не вказівників) стандартом не визначено.
При використанні ключового слова restrict програма, написана на «розумному» C, може зрівнятися за швидкістю з програмою, написаною на «дурному» Fortran.
У мові C++ немає ключового слова restrict (не описано в стандарті), але розробники різних компіляторів C++ додали аналогічні за призначенням ключові слова, наприклад:
- __restrict і __restrict__ у GNU Compiler Collection[2];
- __restrict і __declspec(restrict) у Visual C++;
- __restrict__ у Clang.

## Приклад оптимізації
Компілятор може створювати менше коду, якщо знає, що тільки один вказівник адресує один блок пам'яті. Розглянемо приклад. Визначено таку функцію:
```
void
 
updatePtrs
(

  
size_t
*
 
ptrA
,

  
size_t
*
 
ptrB
,

  
size_t
*
 
val

)
 
{

  
*
ptrA
 
+=
 
*
val
;

  
*
ptrB
 
+=
 
*
val
;

}

```

Вказівники ptrA, ptrB і val можуть посилатися на один і той самий блок пам'яті.

Для цієї функції компілятор буде генерувати приблизно такий код:
```
; прочитати значення з пам'яті за вказівником val

load
 
R1
 
←
 
*
val

; прочитати значення з пам'яті за вказівником ptrA

load
 
R2
 
←
 
*
ptrA

; виконати додавання

add
 
R2
 
+=
 
R1

; записати результат у пам'ять за вказівником ptrA

set
 
R2
 
→
 
*
ptrA

; аналогічно для ptrB

load
 
R1
 
←
 
*
val
 
; читання за val другий раз

load
 
R2
 
←
 
*
ptrB

add
 
R2
 
+=
 
R1

set
 
R2
 
→
 
*
ptrB

```

Зверніть увагу, що значення за вказівником val читається з пам'яті двічі, оскільки вказівник ptrA може посилатися на той самий блок пам'яті, що й val, тобто значення val може змінитися під час записування значення за вказівником ptrA.

За використання ключового слова restrict визначення функції буде таким:
```
void
 
updatePtrs
(

  
size_t
*
 
restrict
 
ptrA
,

  
size_t
*
 
restrict
 
ptrB
,

  
size_t
*
 
restrict
 
val

)
 
{

  
*
ptrA
 
+=
 
*
val
;

  
*
ptrB
 
+=
 
*
val
;

}

```

Ключове слово restrict повідомляє компілятору, що вказівники ptrA, ptrB і val ніколи не адресують одного й того ж блока пам'яті. Це гарантує програміст.

У цьому випадку компілятор згенерує приблизно такий код:
```
load
 
R1
 
←
 
*
val

load
 
R2
 
←
 
*
ptrA

add
 
R2
 
+=
 
R1

set
 
R2
 
→
 
*
ptrA

; load R1 ← *val ; відсутній

load
 
R2
 
←
 
*
ptrB

add
 
R2
 
+=
 
R1

set
 
R2
 
→
 
*
ptrB

```

Зауважте, що код став коротшим через те, що значення val читається з пам'яті тільки один раз.

## Приклади невизначеної поведінки
Вказівник із кваліфікатором типу restrict на вказівник із кваліфікатором типу restrict можна визначити тільки у вкладеному блоці. Приклад:
```
struct
 
T
 
{
 
int
 
i
;
 
};

struct
 
T
 
var_1
;

int
 
main
()
 
{

  
struct
 
T
*
 
restrict
 
var_2
 
=
 
&
var_1
;

  
int
*
 
restrict
 
var_3
 
=
 
&
var_2
->
i
;
 
// невизначена поведінка

  
{

   
int
*
 
restrict
 
var_4
 
=
 
&
var_2
->
i
;
 
// допустимо

  
}

  
return
 
0
;

}

```

Визначення вказівника var_3 — невизначена поведінка, оскільки var_3 міститься в одному блоці з var_2. Визначення var_4 міститься у вкладеному блоці і допустиме.

## __restrict для методів у C++
Ключове слово __restrict для методу структури або класу C++ позначає, що покажчик this має тип «T * __restrict const». Приклад:
```
struct
 
T
 
{

  
void
 
method
 
()
 
__restrict
 
{}

};

```